# Gu Xiaobing
Gu Xiaobing, chiń. 谷笑冰 (ur. 12 lipca 1985 w Xinghua) – chińska szachistka, arcymistrzyni od 2003 roku.

## Kariera szachowa
W 2001 zajęła IV m. w rozegranych w Atenach mistrzostwach świata juniorek do 20 lat oraz zajęła V miejsce w turnieju strefowym w Handanie, w obu turniejach wypełniając normy arcymistrzowskie. W tym samym roku wystąpiła w Moskwie w pucharowym turnieju o mistrzostwo świata, w I rundzie przegrywając z Cristiną Foișor. Trzecią normę na tytuł arcymistrzyni zdobyła w 2002 w Qinhuangdao, zdobywając tytuł indywidualnej wicemistrzyni Chin. W 2005 w Stambule zdobyła tytuł wicemistrzyni świata juniorek do 20 lat. W 2009 podzieliła I m. (za Natalią Pogoniną, wspólnie z Bathuyag Mongontuul, Swietłaną Matwiejewą, Walentiną Guniną i Tatjaną Mołczanową) w otwartym turnieju w Moskwie.
Najwyższy ranking w dotychczasowej karierze osiągnęła 1 stycznia 2006, z wynikiem 2371 punktów dzieliła wówczas 83–85. miejsce na światowej liście FIDE, jednocześnie dzieląc 10-11. miejsce wśród chińskich szachistek.